# Веденеева, Нина Евгеньевна
Ни́на Евге́ньевна Ведене́ева (1 декабря 1882, Тифлис — 31 декабря 1955, Москва) — советский физик, специалист в области кристаллооптики, доктор физико-математических наук (1937). Лауреат Сталинской премии (1952).

## Биография

### Ранние годы
Родилась 1 декабря 1882 года в Тифлисе, столице Кавказского наместничества, Российская Империя. Мать — Пелагея Ивановна Авдеева, отец — Евгений Львович Веденеев. Сестры: Ольга (1880—?; музыкант, , жила в Японии), Мария (1887—1958; работала архитектором в Ленинграде). Брат — Борис (1885—1946; инженер-гидротехник, академик АН СССР).

### Личная жизнь
После окончания гимназии уехала учиться архитектуре в Бельгию. Направляясь в Гент, остановилась в Льеже, где познакомилась со своим будущим мужем Леонидом Ивановичем Сиротинским, студентом Льежского электротехнического института. Веденеева изменила свои планы и поступила в тот же институт. В январе 1902 года её отец был убит и она вернулась домой до весны. После года учёбы Веденеева бросила институт. 28 июля 1903 года в Русской Православной Церкви в Брюсселе она и Сиротинский поженились. Он окончил учёбу и супруги вернулись в родительский дом Сиротинского в Николаеве, где в конце года родился их сын Евгений.
В 1919 году развелась с Сиротинским и уехала вместе с Евгенией Ивановной Авраменко в отпуск в Николаев, где жил её сын. Не имея возможности вернуться в Москву из-за наступательной операции А. Деникина на город, она и Авраменко переехали в родной город Авраменко и нашли работу в женской гимназии в Мелитополе на ближайшие два года.
В 1926 году её сын Евгений, который учился в Московском высшем техническом училище, был арестован и обвинен как враг народа за участие в запрещенной деятельности. После полугода заключения в Соловецком лагере ему запретили жить в любом из крупных городов России и отправили в ссылку в Глазов. Вероятно, именно в этот период в 1927 году Веденеева познакомилась с поэтессой Софьей Парнок. Ближайшей подругой Парнок в то время была Ольга Николаевна Цубербиллер, коллега Веденеевой. Цубербиллер была математиком и написала учебник, использовавшийся в течение нескольких десятилетий в средних школах СССР. Она помогала Н. Е. Веденеевой в получении учебников, необходимых для получения ученой степени по математике.
В 1932 году переехала из квартиры, которую делила с Авраменко с 1918 года, к сыну, и примерно в то же время начались её отношения с Парнок. С января 1932 года по август 1933 года Парнок написала Веденеевой тридцать стихотворений в двух циклах стихов — «Большая Медведица» и «Ненужное добро». Стихи представляют собой лирический дневник их романа. Парнок продолжала жить с Цубербиллер и Веденеева посещала её почти ежедневно до её смерти. Отношения интенсивно развивались. Возможно, это были её первые однополые отношения.
Когда в 1933 году Парнок умерла, у Веденеевой началась депрессия. Путешествуя в одиночку летом 1934 года в Армению, она стремилась восстановиться, но депрессия вернулась в 1936 году. В начале 1936 года Веденеева отправилась в санаторий под Москвой, а затем летом в Судак.
Умерла в Москве 31 декабря 1955 года. Похоронена на Новодевичьем кладбище (1 уч., 2 ряд).

### Обучение и научные исследования
В 1907 поступила на физико-математический факультет Московских высших женских курсов (МВЖК) и окончила их в 1912—1913 годах, сдав выпускные экзамены в Московском университете в 1913 году. В 1914 году начала преподавать и проводить научные исследования на МВЖК, которые с 1918 года стали называться Вторым Московским государственным университетом (в начале 1930-х были преобразованы в Московский институт тонкой химической технологии). До 1919 года продолжала преподавать химию, затем курсы по вопросам строения атома и радиоактивности и педагогику во Втором МГУ.
Начиная с 1921 года Веденеева и Авраменко преподавали в Московском лесотехническом институте. Там Веденеева преподавала физику, пока в 1925 году не была переведена в Ленинград. Авраменко также была переведена в Ленинград в 1925 году.
В 1930 году Веденеева стала заведующей кафедрой кристаллооптики Всесоюзного института минерального сырья в Москве. В следующем году она также начала проводить научные исследования в Государственном научно-исследовательском и проектном институте редких металлов «Гиредмет». Она провела одно из первых исследований аномальной дисперсии, изучая природу окраски как природных, так и синтетических прозрачных кристаллов. В 1937 году Веденеева защитила докторскую диссертацию по физико-математическим наукам и в 1941 году перешла в Институт геологических наук Академии наук СССР (заведовала отделом оптики). Во время Великой Отечественной войны — заведующая оптическим сектором Комиссии АН СССР по геолого-географическому обслуживанию Красной Армии. Для использования в полевых условиях она разработала метод спектрофотометрии, который помогал решить проблему цветовой маскировки посредством кристаллографических дефектов. Когда война закончилась, в 1945 году Веденеева стала заведующей лабораторией кристаллооптики Института кристаллографии АН СССР. В том же году была награждена орденом «Знак Почета».
Исследования Веденеевой продолжились изучением дымчатого кварца. Она рассчитала абсорбцию света и люминесценцию кварца, а также их взаимосвязь с термолюминесцентными свойствами. Кроме этого, изучала адсорбцию органических красителей на кристаллах тиазина и нитрата бария, а также на свинце и стронции. Разработала приборы, которые улучшили методы кристаллооптического исследования, а также методы классификации и диагностики глинистых минералов. В 1952 году Веденеевой была присуждена Сталинская премия третьей степени за разработку нового метода определения минералогического состава глин с помощью красителей, в 1954 году ей был вручен орден Ленина.
Методы исследования и изобретения Веденеевой нашли широкое применение в геологии как в России, так и за рубежом.

## Память
Поэтесса Софья Парнок посвятила ей два цикла стихов — «Большая Медведица» и «Ненужное добро».

## Семья
- Сын — Сиротинский Евгений Леонидович (1903—1983).
- Брат — академик Веденеев Борис Евгеньевич (1884—1946).

## Награды
- Сталинская премия (1952) — за разработку нового метода определения минералогического состава глин с помощью красителей.
- Орден Ленина (1954)
- Орден «Знак Почёта» (1945)

## Сочинения
1. Метод исследования глинистых минералов с помощью красителей: (Спектрофотометрический анализ) / Н. Е. Веденеева, М. Ф. Викулова ; Ин-т кристаллографии АН СССР. Всесоюзный научно-исследовательский институт ВСЕГЕИ. — Львов: Изд-во Львовского университетата, 1956. — 95 с.
2. Лабораторные руководства по иммерсионному методу / Н. Е. Веденеева; [Предисл.: проф. Н. М. Федоровский]. — М.; Л.: ОНТИ. Глав. ред. геолого-разведывательной и геодезический литературы, 1937 (Л.: типография «Красный печатник»). — 65, [3] с.